# Пирс, Гэри (футболист)
Гэ́ри Пи́рс (англ. Gary Pierce; 2 марта 1951, Бери, Большой Манчестер — 24 мая 2025, Бери, Северо-Западная Англия) — английский футболист и футбольный тренер, играл на позиции вратаря.

## Биография

### Игровая карьера
Пирс начинал карьеру в «Моссли». В феврале 1971 года перешёл в «Хаддерсфилд Таун»; сумма этого трансфера составила 3000 фунтов стерлингов. Сумма этого трансфера стала рекордной в истории «Моссли». В тот период «Хаддерсфилд Таун» испытывал дефицит вратарей — основной вратарь Терри Пул пропускал сезон из-за перелома ноги. Пирс стал дублёром Дэвида Лоусона и в сезоне 1970/71 сыграл несколько матчей.
Дебютировал в Первом дивизионе 25 августа 1971 года в матче с «Ньюкаслом» (0:0). В том сезоне он сыграл только 6 матчей и по итогам сезона «Хаддерсфилд Таун» вылетел во Второй дивизион. В следующем сезоне он пропустил много времени из-за травм.
В июле 1973 года перешёл в «Вулверхэмптон Уондерерс» — сумма трансфера составила 40 000 фунтов стерлингов. В составе «волков» он начинал как дублёр Фила Паркеса, но со временем стал основным вратарём. Он играл в финале Кубка Футбольной лиги в 1974 году, когда «Вулверхэмптон» обыграл «Манчестер Сити» со счётом 2:1. Всего в общей сложности за шесть сезонов сыграл за «волков» 111 матчей.
В 1979 году перешёл в «Барнсли», в котором играл в течение четырёх сезонов. В 1983 году перешёл в «Блэкпул», за который отыграл один сезон. После «Блэкпула» играл за клубы низших лиг и завершил карьеру игрока.

### Смерть
Скончался 24 мая 2025 года в возрасте 74 лет после непродолжительной болезни.

## Достижения
«Вулверхэмптон Уондерерс»
- Обладатель Кубка Футбольной лиги (1): 1974